# Грин, Эмма
Эмма Анна-Мария Грин Трегаро (швед. Emma Anna-Maria Green Tregaro; род. 8 декабря 1984 года в Гётеборге, Швеция) — шведская прыгунья в высоту, призёрка чемпионатов мира и Европы.
Серебряная призёрка чемпионата мира 2005 года с результатом 1,96 м. На Олимпийских играх 2008 года заняла 9-е место. Заняла 11-е место на чемпионате мира 2011 года. На Олимпиаде в Лондоне заняла 8-е место. Бронзовая призёрка чемпионата Европы 2012 года. Бронзовая призёрка мемориала Ван-Дамма 2010 года. Заняла 3-е место на этапе Бриллиантовой лиги Athletissima 2011 года.
Личный рекорд в прыжке в высоту — 201 см.
В 2011 году вышла замуж за своего тренера Янника Трегаро.